# Mark Plaatjes
Mark Plaatjes (* 26. září 1963 Johannesburg) je bývalý jihoafrický a později americký atlet, běžec, mistr světa v maratonu z roku 1993.
Narodil se v Jihoafrické republice v dobách apartheidu. Stal se dvojnásobným mistrem země v maratonu i krosu, nemohl ale startovat na mezinárodních závodech. V roce 1988 proto požádal o politický azyl v USA. Občanství USA získal v roce 1993, tři týdny před mistrovstvím světa. Ve Stuttgartu neočekávaně na maratonské trati zvítězil. Jeho osobní rekord na této trati je 2:08:58 z roku 1985.